# Culture des céréales dans les années 1850
Cet article présente l'histoire de la culture des céréales dans les années 1850.

## Années 1850

### La Guerre de Crimée et ses conséquences en Ukraine
La guerre de Crimée (1854-1856) fait doubler en 4 ans les prix du blé, auquel supplée le maïs du Midwest, exporté via Chicago, par le Mississippi et les canaux américains.
| Années                                     | 1850 | 1851 | 1852 | 1853 | 1854 | 1855 | 1856 | 1857 | 1858 | 1859 |
| Prix observé du quintal de blé (en francs) | 19,1 | 19   | 23,3 | 29,6 | 38,3 | 38,9 | 40,5 | 32,5 | 21,9 | 22,3 |
| Prix réel (ajusté du salaire horaire)      | 98   | 98   | 119  | 152  | 196  | 195  | 202  | 162  | 107  | 109  |

Les historiens turcs estiment que la principale cause de la guerre de Crimée est la volonté russe de dominer le commerce des céréales : l'Angleterre en importe pour 13 millions de livres sterling en 1853. Depuis Pierre le Grand, la Russie a constamment cherché à disposer de débouchés directs sur les mers chaudes, et plus particulièrement sur la Méditerranée. Seulement six mois après, le traité du 30 mars 1856 enlève aux Russes la Bessarabie, au nord du delta du Danube, démilitarise la mer Noire, interdite à tous les navires de guerre et ferme donc au tsar l'accès à la Méditerranée.
Battue, la Russie doit se moderniser pour faire face à une nouvelle concurrence venue de Hongrie, Syrie et d'Espagne. Un marché mondial des céréales est dopé par la très forte croissance économique mondiale des années 1850, le télégraphe, et le chemin de fer et d'agences de presse. Les importations anglaises de blé doublent en volume et sextuplent en valeur de 1844 à 1854.
La défaite russe s'exprime en chiffres : la France a 108 bateaux à vapeur, la marine anglaise trois fois plus, l'escadre russe de la mer Noire en compte seulement 6. Les routes russes, rarement pavées, sont dans un état lamentable et avec moins de 1 000 kilomètres de voies ferrées, les transports de troupes sont pénalisés. Le tsar s'attaque dès 1855 à la question cruciale du servage, qui maintient la Russie à la traîne des nations industrialisées et qui touche 23 millions de paysans et serfs sur une population globale de 59 millions.
Odessa perd son statut de port franc en 1859, la Nouvelle Russie (partie de l'Ukraine conquise sur l'Empire ottoman) celui de région autonome. Elle doit se tourner vers le marché russe et se moderniser. Odessa assurait la moitié des exportations russes de céréales en 1847, via des négociants grecs, italiens et juifs, qui font venir les marchandises par des caravanes à travers la steppe, les "chumaky" et sont aussi actifs dans le transport fluvial entre la Baltique et la Caspienne.
En 1858, le comte Xavier Branicki, patriote polonais exilé en France, propose de financer en partie la création d'une ligne ferroviaire entre Kiev et le port d'Odessa, via une société de 50000 actions à 500 francs, grâce à ses soutiens dans le gouvernement de Kherson, pour faciliter le transport des céréales. Il cherche à y intéresser les Rothschild et plusieurs grandes familles polonaises. Un tracé différent, passant plutôt par Kharkiv et reliant Odessa à Moscou, sans passer par Kiev, sera retenu par le ministre russe des communications, le comte Vladimir Bobrinski. Pour des raisons politiques, les participations d'origine polonaise seront écartées. Entre 1868 et 1870 la ligne est complétée pour relier Kiev mais le retard demeure : au 1er janvier 1867, l'Autriche, 8 fois moins étendue que la Russie d'Europe, a autant de voies ferrées et l'Allemagne deux fois plus. Les Français comme Fiololi financent la voie transversale reliant Elisavetgrad à Balta, faisant de la Podolie un gros exportateur de blé dès 1866-1867, avec les plus importantes surfaces cultivées en céréales, en prenant une nette avance dès les années 1860
La Société ferroviaire et de navigation à vapeur Volga-Don est fondée en 1858. Le chemin de fer du sud-ouest, au capital de 30 millions de roubles est fondé par une charte le 21 mars 1863 pour relier les régions agricoles de la partie nord de l'actuelle oblast d'Odessa à Odessa et la mer Noire. En 1870, Kiev est reliée par une ligne de Balta à Kiev et au reste du système ferroviaire russe par une voie Kiev-Koursk. Les steppes du fleuve Dniepr, qui traverse l'Ukraine, voient la culture des céréales gagner 6 millions d'hectares à partir des années 1860. La région assure les trois-quarts des exportations de céréales russes. Après l'abolition du servage de 1861, le système zemstvo d'assemblées provinciales, élues avec un suffrage censitaire est créé en 1864 et contribue à une timide démocratisation économique, par le développement d'une élite instruite. En 1863, les paysans de la vallée du fleuve Dniepr sont déclarés propriétaires de leurs terres et ont 49 ans pour en payer l'achat. En 1866, une loi autorise les autres de la région à s'émanciper en achetant aux nobles leurs droits sur la terre. Ils rachètent près de 7 millions d'hectares sur les 10 millions d'hectares vendus par les nobles entre 1861 et 1914, dans la vallée du fleuve Dniepr. Faute de droit d'aînesse, les propriétés agricoles se morcellent ensuite, avec en moyenne une surface divisée par deux, d'où la recherche de nouvelles terres mais aussi l'exode rural. Sur cette période, Kiev décuple de taille et rivalise en population avec Odessa, qui a quintuplé.
Le renouveau technologique dope aussi le machinisme. La firme britannique Ransomes, Sims et Jefferies Limited vend ses machines agricoles en Russie dès 1856 et ouvre sa première agence exclusive à Odessa en 1857 puis installe un bureau à Moscou en 1868. Il s'implante aussi à Prague, Pesth et Séville à la même époque. Une firme anglaise rivale, Picksley, Sim, & Co, se vante d'avoir une présence à Melbourne, Smyrne et Constantinople dans son catalogue vendu en Allemagne en 1866. Entre 1855 et 1880, les anglais dominent l'importation de machines agricoles les plus sophistiquées. Le blé n'est pas le seul secteur à croître. Une cinquantaine de sociétés betteravières sont fondées en Ukraine entre 1855 et 1880 quasiment toutes sont des partenariats. En 1857, le taux des dépôts bancaires en Russie revient à 3 %, pour inciter les investisseurs à acheter plus d'actions, même s'il n'y a pas encore de Bourse nationale.

### Conséquences en Hongrie: le «blé rouge» joue la carte de l'exportation
La flambée des prix des céréales en 1854-1856, causé par la guerre de Crimée, accélère la croissance hongroise au moment où elle frémit. L'année 1853 avait vu la création de la Pester Lloyd Society, à Pesth, grand port sur le Danube, et son quotidien économique, le Pester Lloyd, un an après que Gaspard Tonello, professeur de construction navale à Venise, fonde les chantiers de Muggia, dans la province de Trieste. Le Stabilimento Tecnico Triestino s'installe à Trieste en 1857-1858, avec le soutien des banques viennoises, donnant du travail à des milliers de personnes et construit des bateaux à hélice pour naviguer entre Trieste et Liverpool.
Le 8 janvier 1855, l'empire d'Autriche-Hongrie forme la Compagnie des chemins de fer de l'État autrichien pour relier Vienne à Prague et Budapest, puis desservir les régions céréalières du Danube. Des anglais, la famille Rothschild et le groupe Péreire sont sur les rangs. L'empire d'Autriche-Hongrie a l'idée de se faire aider pour fonder son propre Crédit Mobilier, sur le modèle français. Des journaux annoncent une fusion entre les deux candidats français. La Sudbahn est créée en 1859 avec le concours de Paulin Talabot, à l'initiative de la famille Rothschild. En septembre 1858, James de Rothschild avait signé le contrat à Vienne pour de nouvelles lignes complétant le réseau, pour cent millions de florins et un taux d'intérêt garanti de 5 %. Les frères Pereire et la famille Rothschild étendent leur action, simultanément, en Russie, Italie, Espagne et en Autriche, avec les ingénieurs français du corps des Mines, du corps des Ponts et Chaussées parmi lesquels Paul Eugène Bontoux, futur fondateur d'Union générale, qui détient 25 % d'une banque autrichienne.

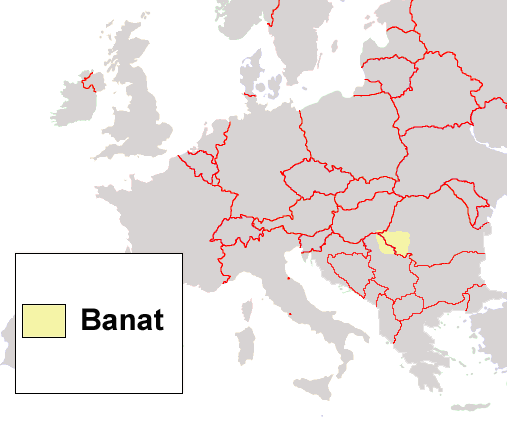
Situation du Banat en Europe

Jusqu'en 1856, les fertiles steppes hongroises et plaines riches de Galicie, Bohême et Moravie ne produisaient pas assez de céréales pour suffire aux besoins de l'empire d'Autriche-Hongrie. Son déficit céréalier moyen, 13 millions de florins par an de 1850 à 1855, est remplacé dans les quinze années suivantes par un excédent moyen de 35 millions de florins par an. Le "blé rouge de Hongrie", qui supporte les climats continentaux, secs et chaud l'été, est réputé : Vilmorin estimera qu'il mérite d'être plus répandu, par exemple dans le centre et dans l'est de la France. Les 6 000 grands propriétaires qui se partagent 40 % des terres cultivables hongroises sont rejoints après 1856 par une nouvelle élite de négociants et minotiers. En 1861, 42 % des céréales hongroises exportées passent par Pesth où s'installent des minoteries, d'abord d'intérêt autrichien, puis reprises par la bourgeoisie hongroise : en 1856, quatre minoteries familiales puis en 1869, 16 minoteries, appartenant à des sociétés, en lien avec les négociants étrangers. Les négociants internationaux s'intéressent à l'Alföld, grande plaine de Hongrie, appelée aussi parfois "Banat-Alfôld", qui forme la plus grande partie de la plaine de Pannonie, région propice à la culture du Maïs, s'étendant dans la partie orientale et méridionale de la Hongrie et débordant en Slovaquie, en Roumanie, en Serbie, Croatie et en Ukraine.
Croissance des exportations hongroises (blé et farine) :
| Exportations hongroises de blé et de farine | 1842-1847 à 1853-1858 | 1842-1847 à 1859-1863 | 1842-1847 à 1864-1873 |
| Croissance moyenne annuelle                 | 6,1 %                 | 3,1 %                 | 5,6 %                 |

Le chemin de fer de Vienne à Trieste reprend les tronçons du « chemin de fer lombardo-vénitien » déjà construits par l'État autrichien, partant des ports de Mestre (Venise) et Trieste, Karl Ludwig von Bruck, ministre autrichien du commerce ayant supprimé dès 1841 les barrières douanières avec la Hongrie pour créer un grand marché intérieur de 30 millions de personnes. Philip von Krauss, ministre des finances d'avril 1848 à décembre 1851, avait adapté la fiscalité pour l'encourager. Peu après l'ouverture en 1861 du tronçon de Pesth à Pragerhof, Paul Eugène Bontoux signale un quadruplement des flux de blés de Hongrie, à 225 000 quintaux au 2e trimestre 1861 et prédit une expansion, qui va selon lui supplanter la Russie et nourrir l'Europe, grâce au nettoyage des affluents du Danube et au déploiement des chemins de fer. Il recommande l'ouverture de deux voies navigables, l'une de la Theiss à Pesth, l'autre reliant le Banat au Franzens-Canal. Il observe que le chemin de fer longe déjà la rive gauche du Danube de Vienne à Pesth, puis au sud-est dessert les districts les plus fertiles, notamment le Banat de Temesvar et son Tchernoziom réputé, terre noire au fort pourcentage d'humus — 3 à 15 %, riche en Potasse (minerai) et phosphore. La ligne communique à Szégédin avec la Theiss et la Marosch, et à Temesvar avec le canal de la Bega. À 75 kilomètres après Pest (ville), le réseau se prolonge par la « compagnie de la Theiss », dans la fertile vallée de ce nom. Une autre voie longe la rive droite du Danube, reliant Vienne aux grands marchés de Wieselbourg et de Raab et à la ligne de Pesth-Ofen à Trieste, de « Compagnie des chemins de fer sud-autrichiens et lombards », qui a réuni en 1858 la presque totalité des lignes de la rive droite du Danube.
| Années                                                                   | 1860  | 1861  | 1862  | 1863 |
| Importations belges de céréales hongroises, en millions de francs belges | 0,012 | 0,276 | 0,879 | 1,83 |

En 1862, Nathan Baumann, jeune marchand de grain juif de Strasbourg, se lance dans l'importation du grain hongrois, que les boulangers alsaciens apprécient, avec le soutien de la Banque Gloxin. En Hongrie, il tisse un réseau dans les grands domaines agricoles (Herrschaftsgüter ou biens nationaux) du Banat, de la Theiss, Temeswar, et Szegedin. Un autre céréalier alsacien, Léopold Louis-Dreyfus, de Sierentz, fonde le Groupe Louis-Dreyfus à Paris ». En 1858, il s'installe en Suisse, d'où il achète des grains dans le bassin du Danube et en Russie en réponse à la progression de la demande des villes industrialisées d'Europe du Nord, affamées, puis en 1864 établit son siège à Zurich. Un meilleur accès à l'information après le développement du télégraphe et du chemin de fer lui permet de croître, par des arbitrages, en tirant parti de la différence de prix entre les marchés de chaque pays.
Les importations belges de céréales hongroises décollent aussi en 1861 et représentent 183 millions de francs belges dès 1863, soit plus des deux tiers des importations belges de Hongrie, parmi lesquelles montent aussi les fruits secs. Une partie des marchandises sont expédiées en Belgique via Rotterdam par bateau à vapeur. En 1866, Buda et Pesth comptent 400 maisons de commerce de céréales et le consul belge à Trieste note en 1865 que « notre chemin de fer s'est mis en position de pouvoir répondre à toutes les exigences de transport" et qu'un grand silo a été construit près de la gare, capable de recevoir un demi-million de metzen (tiers de setier) de céréales » :

### Conséquences en Syrie, en Espagne et en Roumanie
Pendant la guerre de Crimée, le blé dur du Hauran, région de la Syrie méridionale, dans les gouvernorats de Quneitra, As-Suwayda, et Dera, a été recherché car il jouit d'une réputation de qualité. L'énorme spéculation sur les blés américains décide les Européens à diversifier leurs fournisseurs. Il est coté dès le début des années 1860 à la Bourse de Londres. La Grande-Bretagne tente d'atteindre le Hauran par la Palestine, la France par le Liban, via une route carrossable pour diligences tracée en 1863. L'Espagne est aussi mise à contribution et a exporté une quantité considérable de céréales vers l'Angleterre et la France.
Après des négociations dès 1856, en 1859, la principauté de Valachie et de la principauté de Moldavie, qui ont résisté à l'annexion russe pendant la guerre, sont réunies sous le sceptre du prince Alexandre Jean Cuza et le nom de principautés unies de Moldavie et de Valachie, nouvelle puissance céréalière roumaine, dont le port de Galați exportait plus de blé qu'Odessa dès 1854. Dès 1848, la Revue britannique note que le commerce céréalier, à Galatz comme à Braïlow, est presque entièrement concentré entre les mains des Grecs.
Exportations russes et danubiennes en 1854, en millions de boisseaux :
| Odessa        | Galatz et Braïlow | Dantzig      | Riga       | Saint-Petersbourg | Arkhangelsk   | Total          |
| 7,04 millions | 8,32 millions     | 4,4 millions | 4 millions | 7,2 millions      | 9,52 millions | 40,49 millions |

Dès 1858, le congrès de Paris s'est préoccupé de la situation des cultivateurs roumains : il a imposé aux principautés l'obligation de réviser la loi qui réglait les rapports des propriétaires et de leurs tenanciers et préparé l'avènement d'Alexandre Jean Cuza, figure de la révolution de 1848 à Bucarest, qui en avait fait un principe de base, et qui servira d'exemple aux Russes pour abolir le servage en 1861.
L'autorité de Cuza n'est pas reconnue par le sultan ottoman mais confirmée lors de la Convention pour l'Organisation définitive des principautés danubiennes de Moldavie et de Valachie, organisée le 19 août 1858 à Paris. Ceci valide de facto l'union des deux principautés alors que les ministres autrichien et russe désapprouvaient cette union au congrès de Paris. Constantinople finit cependant par céder le 23 décembre 1861.
Les immenses domaines ecclésiastiques orthodoxes (près d'un quart de la superficie agricole utile) sont expropriés en 1863 et ces terres distribuées aux paysans. Une compensation financière est refusée par l'Église orthodoxe, qui la trouve trop basse, et ne fut jamais payée.

### Conséquences au Canada et aux États-Unis, le grand marché de Chicago
Les moissons 1853 de blé en France et Angleterre sont déficitaires de 108 millions de boisseaux, peu avant leur entrée dans la guerre de Crimée, qui les prive en plus de blé russe. Le Traité de réciprocité canado-américain, signé le 6 juin 1854, supprime les taxes sur la navigation par Montréal et tout droit de douane sur le blé. De 1853 à 1856, les exportations du Canada augmentent vers l'Europe et doublent vers les États-Unis, aux 2/3 du blé et de la farine. Le blé américain à bas prix est associé à ce commerce : réuni à Chicago, Milwaukee et Toledo, il file au Canada par les ports fluviaux frontaliers (Buffalo, Oswego, Ogdensburg (New York). Augmenté en volume par du blé canadien et moulu au Canada, il est vendu à New York, par le canal Champlain et l'Hudson, ou à Boston et Portland par train, qui préfèrent les farines canadiennes de qualité, les deux centres meuniers américains (Oswego et Rochester) totalisant seulement 1,5 million de boisseaux. Une partie de ce blé canadien est réexportée par New York vers les Provinces Maritimes du Canada et l'Europe.
Les canadiens, financent le boom du stockage de blé à Chicago, jusqu'ici dépassé par Milwaukee (0,35 million de boisseaux contre 0,5 million). Dès 1855, Gibbs Griffin et Munger Armour bâtissent deux silos contenant 0,8 million de boisseaux à eux deux, hauts de 60 mètres. Grâce à 10 autres nouveaux silos, la capacité du port décuple en deux ans : 4,1 millions de boisseaux en 1857. La pénurie de silos déprimait auparavant les prix des maïs de l'Illinois (rivière).
| Exportations américaines, millions de boisseaux | 1850-51 | 1851-52 | 1852-53 |
| Blé                                             | 1,02    | 2,7     | 3,9     |
| Maïs                                            | 3,4     | 2,6     | 2,3     |

Ces nouveaux silos géants permettent se spéculer sur la hausse de cours causée par la pénurie en Europe, en l'aggravant : les exportations de blé de New York, chutent à seulement 28000 boisseaux de blé entre janvier et mi-avril 1855... pour faire flamber les prix, qui chutent ensuite brièvement mi-juillet 1855, à 35 cents, grâce aux bonnes récoltes américaines, puis s'envolent dix jours après à 150 cents, dès que les Canadiens tentent de s'en emparer pour livrer l'Angleterre. Le suspense sur la chute de la forteresse russe de Sébastopol, annoncée à tort le 1er octobre 1854, dure en effet depuis un an. Quand Sébastopol tombe enfin, le 10 septembre 1855, les acheteurs français de blé s'embarquent immédiatement pour Chicago, où ils vont discrètement acheter pour 1,5 million de dollars, première transaction directe entre le Midwest et l'Europe. Les Anglais, eux, ont réduit leurs importations de blé en 1855 (3,8 millions de quarts contre 2,7 en 1854) alors que la récolte a triplé à Chicago, dont la population a augmenté d'un quart.
D'avril à décembre, des contrats à terme non standardisés (« Forward (finance) »), sont échangés presque tous les jours sur le New York Exchange et nombreux aussi à Saint-Louis, la Nouvelle-Orléans, Milwaukee et Buffalo. Chicago est au centre du jeu entre Mississippi, cinq lignes ferroviaires et les Grands Lacs. Les télégrammes reçus par les quotidiens informent le 31 mai que de nombreux vendeurs ont subi une perte énorme: un dollar par boisseau, puis témoignent le 11 juin d'un bras de fer sur les prix, et le 25 juin du comportement purement spéculatif d'un gros vendeur à découvert. Des prix faramineux, entre 2 et 2,50 dollars le boisseau de blé, sont constatés un peu partout. Le maïs amplifie la flambée du blé : printemps très sec aux États-Unis et spéculation sur des achats européens, comme en 1847 et 1852, destinés à remplacer le blé. L'arrivée du premier train de l'est à Chicago, connectant les trois lignes locales, avait fait bondir le maïs de 26 à 61 cents entre janvier et décembre 1852.
Production des trois principales céréales en 1854 et 1855 à Chicago :
|           | Blé        | Maïs      | Avoine     |
| 1854      | 2,1        | 6,4       | 3,2        |
| 1855      | 6,3        | 7,5       | 1,9        |
| Évolution | Triplement | plus 15 % | moins 35 % |

Les certificats du grain stocké dans les silos sont donnés en garantie à des commissionnaires, qui avancent 3/4 de sa valeur, avant même sa revente. Les négociants peuvent ainsi brasser plus d'affaires. Et acheter ou vendre par des contrats "forward", fixant un prix d'avance, pour contourner les à-coups spéculatifs, en s'appuyant sur ces certificats. Pour assumer moins longtemps le risque de baisse des prix, ils revendent souvent en 1855 leurs contrats "forward" avant la livraison, à des spéculateurs, apparus pour parier à court terme en les revendant à leur tour. Le CBOT offre en 1855 fromage et petits gâteaux sur son parquet, dont un vigile surveille l'entrée, pour inciter à venir y négocier. Par sécurité, il exige des appels de marge, répartis entre vendeur et acheteur. Lors de son assemblée d'avril 1853 il a noté que les « locaux des banques locales sont très limités ». On en compte six. Jusqu'en 1852, la ville n'a pas de banque « légale ». Le négociant en fourrures Gurdon Saltonstall Hubbard, cofondateur du CBOT, finançait sur sa fortune ses exportations de viande vers l'Atlantique. la "Bank of Atlanta" et d'autres banques géorgiennes, émettent du papier controversé. Début 1856, le parlement de Géorgie révoque son agrément mais sans pouvoir l'arrêter. La panique de 1857 démarre lentement. En avril Walker Bronson & Co, gros négociant de Chicago diffuse une évaluation alarmiste et fantaisiste des futures récoltes, à 2 millions d'euros, qui déchaine la presse de la côte est, menée par le New York Herald, contre la « spéculation dans l'ouest ». Le 21 juin 1857, l'ambassadeur de France Eugène de Sartiges affirme que Chicago « tout entière est livrée à une fièvre d'agiotage qui déborde comme folie » et parle d'un quadruplement de l'immobilier. Le 21 août, c'est la rumeur d'un défaut des obligations ferroviaires de William B. Ogden, l'homme le plus riche de la ville. Trois jours après, l'Ohio Life Insurance and Trust Company, banque de l'État de l'Ohio, ferme réellement ses portes.

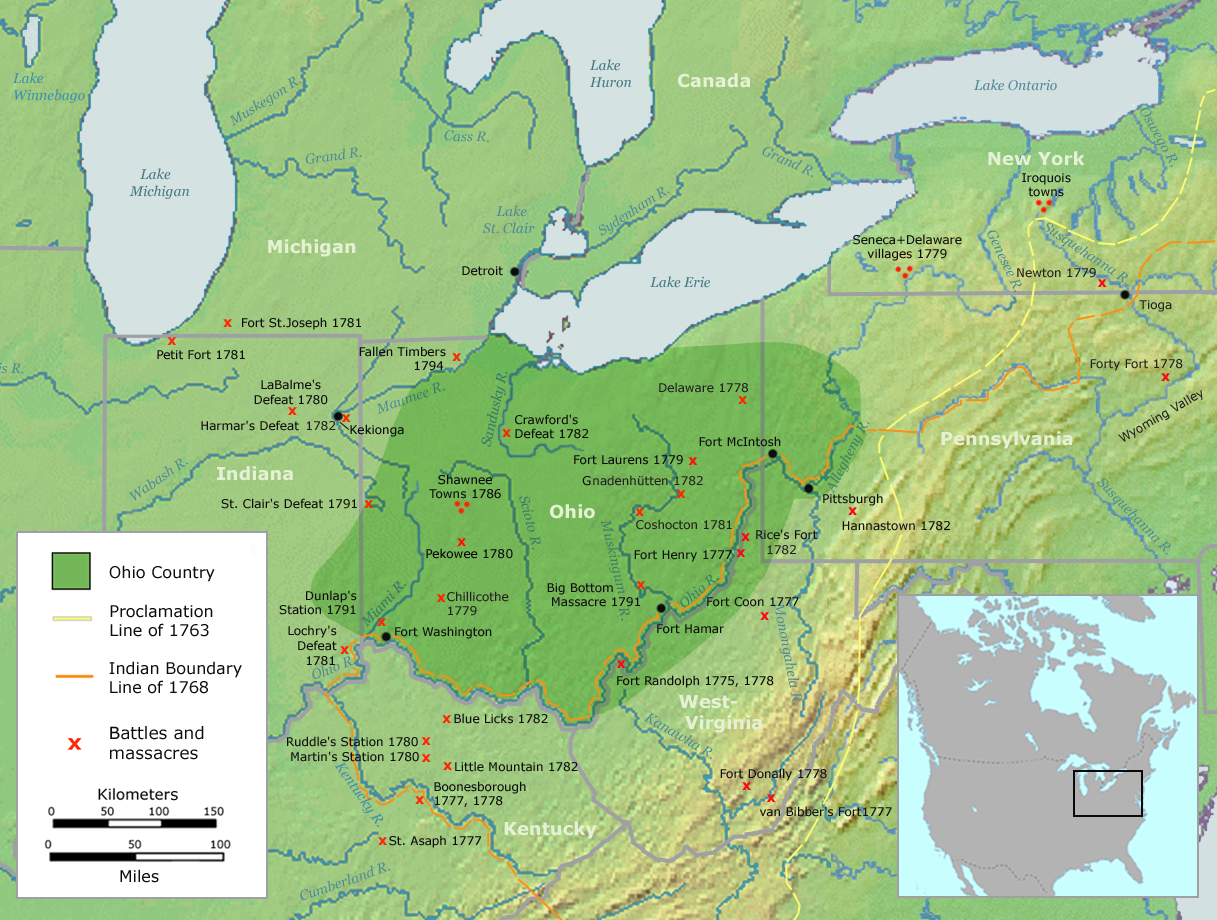
La vallée de l'Ohio aujourd'hui. Dans les années 1860, elle englobait encore les nouveaux territoires de l'Illinois et les États du Tennessee et du Kentucky.

La perte de confiance dans les banques s'aggrave quand le SS Central America, bateau à Roue à aubes de 85 mètres sombre le 12 septembre 1857, lors d'un Cyclone tropical avec ses 477 passagers, 101 membres d'équipage et 11 tonnes d'or provenant de Californie, contribuant à cette panique de 1857. Le cours du blé s'effondre, avec les récoltes européennes post-guerre de Crimée. Mais sans les acheteurs canadiens, sa baisse à Chicago aurait été beaucoup plus prononcée. Le Daily Democrat de Chicago observe en 1857 qu'un « demi-million de boisseaux sont maintenant en route vers les ports canadiens de l'Atlantique » grâce aux 14 maisons canadiennes établies dans la ville, dont plusieurs de Montréal, représentant des « capitaux très importants ». Le quotidien dénonce les banquiers de Chicago, qui rachètent tous les billets canadiens et les envoient à New-York pour les faire rembourser au Canada. Il préconise la nomination d'« agents attitrés à Chicago, qui surveilleraient les intérêts des banques canadiennes, assurant et protégeant la circulation de leurs billets ». Les canadiens défendent ainsi leur Traité de réciprocité canado-américain, au succès très mitigé: entre 1855 et 1860, le Canada exporte en moyenne 27 millions de boisseaux de céréales par les canaux de Buffalo et Oswego (New York) et seulement 0,67 million par Montréal. seulement 44 navires descendent le Saint-Laurent entre 1855 et 1863 et 11 de moins le remontent.
Le Chicago Board of Trade, devenue référence mondiale, envoie lui-même des messages télégraphiques en Europe, y compris sur l'Old Corn Exchange de Londres, par le Câble télégraphique transatlantique ouvert 3 semaines à partir de 1858, l'année d'un incident médiatisé : un acheteur de New York retourne une cargaison de blé chargée de son. En réaction, le CBOT décide que tous ses inspecteurs de silos seront financés par une taxe, payée par les silos et les commissionnaires. Par une charte de 1859, il crée une classification simplifiée des qualités, qui remplace les origines géographiques et des pouvoirs « judiciaires » internes, renforcés et souverains pour arbitrer les conflits. Le 27 mars 1863, il crée ses premières règles et procédures pour le règlement des contrats "forward" puis en mai 1865 transforme les deux plus activement négociés sur le blé en contrat à terme standardisés,, en lien avec les négociants de Liverpool et Londres. Il s'agit désormais de rendre le blé américain crédible et prévisible en Europe, pour pérenniser sa percée de la guerre de Sécession, d'autant plus remarquable que l'Europe n'est alors plus en pénurie. Mais il faudra attendre encore 1884 pour qu'une chambre de compensation accompagne cette évolution.
Au cours de la forte croissance économique mondiale des années 1850, la production américaine de blé augmente de 60 %, grâce à Chicago, ou elle a sextuplé entre 1854 et 1860, à 30 millions de boisseaux, moitié blé moitié maïs, les 3/4 de ce que réalisaient en 1854 l'ensemble des ports danubiens et russes. Le blé double aussi ses superficies cultivées dans la Vallée de l'Ohio, après avoir déjà augmenté de 70 % lors de la décennie précédente.
Le maïs monte aussi. Les "jeunes États", Ohio, Indiana et Illinois produisent désormais à eux trois autant que les 9 états du Sud, dont la part décline. Une nouvelle catégorie apparait, "Extreme West and Northwest" : les nouveaux États du Wisconsin et du Minnesota, dans la future Corn Belt, qui produit 88 millions boisseaux, soit 48 % de plus que l'Ohio, État fondé en 1803. Avec 0,9 milliard de boisseaux, le maïs reste cinq fois plus important que le blé :
| Production américaine (en boisseaux) : | Maïs         | Blé           |
| 1850                                   | 0,5 milliard | 0,1 milliard  |
| 1860                                   | 0,9 milliard | 0,16 milliard |

Le New-York Times du 4 août 1860 observe que l'énorme excédent de maïs américain (0,4 milliard de boisseaux de plus sur la décennie) permet de nourrir 200 millions de personnes alors que les États-Unis n'en comptent que 30 millions, et qu'il reste aussi de quoi développer le cheptel bovin mais aussi les élevages porcins, en pleine croissance. Les statistiques de l'État de l'Ohio montrent par exemple une consommation de dix millions de boisseaux de maïs pour les élevages porcins, autant pour le whiskey et cinq millions exportés, l'essentiel de la hausse de la décennie s'étant produit après 1855.

### Conséquences pour les pays de la Baltique
Parmi les pays de la Baltique, le Danemark est le premier à tirer profit de l'effondrement des importations de blé russe par l'Angleterre, alors que les Français n'entrent qu'en septembre 1854 dans cette guerre démarrée dès septembre 1853.
Importations anglaises de céréales, en millions de quarters :
| Russie | Prusse | Autres États allemands | Danemark et duchés | États italiens | Hollande | France |      |
| 1847   | 1,6    | 0,65                   | 0,22               | 0,69           | 0,18     | 0,29   | 0,52 |
| 1854   | 0,17   | 0,72                   | 0,36               | 0,87           | 0,18     | 0,25   | 0,22 |

Les plaines céréalières du Brandebourg et du Mecklembourg, futur grenier à blé de la « grande Allemagne », qui n'ont rien à envier à la Beauce ou à la Brie, se révèlent plus à même d'en profiter sur le long terme. En 1858, la Prusse fait jeu égal avec la Russie avec 1,8 million d'hectolitres, contre 1,55 million pour les États-Unis, 1,36 million pour l'Égypte, 0,87 million pour le Danemark et 0,59 million d'hectolitres pour l'ensemble Turquie, Valachie, Moldavie.

### Conséquences pour la révolution de l'information
Les pénuries et spéculations causées par la guerre de Crimée ont fait s'accélérer la circulation de l'information sur les céréales dans le monde. Abott et Winnan, plus ancienne agence de presse américaine, spécialisée dans les matières premières, est installée Hanover Street à New York, juste en face de l'Associated Press qu'elle domine largement en 1852, avec 62 journaux américains clients, souvent situés dans le « corridor céréalier » du canal Erié. Pour recevoir les nouvelles d'Europe, Abott et Winnan tente, sans succès, d'obtenir de l'opérateur télégraphique d'Halifax une politique du « premier arrivé premier servi ». La concurrence s'avive pendant la guerre de Crimée. En 1855, la New York Associated Press et ses fournisseurs télégraphiques acquièrent de nombreux clients, en profitant aussi d'une marché plus ouvert depuis le "New York Télégraph Act de 1848" et en réussissant à évincer Abott et Winnan et ses alliés détenteurs de brevets Morse. En 1858, 91,7 % des nouvelles télégraphiques publiées par le Chicago Tribune viennent de la NYAP.
En 1852 aussi, l'année où les déficits européens commencent à se creuser, Elias Colbert, journaliste du Chicago Tribune, collecte et recoupe des statistiques jugées fiables sur la production et le commerce des céréales. Le Chicago Daily Democratic Pres est créé en 1852 sur la promesse de donner une image fidèle de la réalité du marché des céréales, par un reporter dédié, Phelyer L. Wells, qui créé en 1856 la Daily Commercial Letter, avec son frère Joël, du Chicago Tribune. Leur publication révèle en 1859 aux États-Unis le déclenchement de la guerre franco-autrichienne. Phelyer L. Wells devient en 1859 superviseur du CBOT, dont il a défendu vigoureusement le futur système de grades pour les céréales. Les reporters enquêtent auprès des fermiers, négociants et navigateurs, publient de nombreux cours locaux et estimations des stocks, mais profitent aussi de leur accès aux informations pour spéculer, comme s'en fait l'écho le New York Herald. Ils déplorent la dispersion des négociants face à la guerre de Crimée mais sont eux-mêmes divisés : en 1859, le Chicago Tribune fustige le Milwaukee Sentinel pour avoir déformé les informations du Chicago Journal[réf. nécessaire].
La meilleure connaissance du marché mondial, en temps réel, grâce à la télégraphie, permet de supprimer des intermédiaires commerciaux. En 1854-1855, la brigantine Scott part de Saint-Joseph (Michigan) pour aller livrer directement en Europe. Le 18 juillet 1856, le schooner Dean Richmond, long de 45 mètres et bâti à Cleveland, part avec un chargement de blé de Chicago et Milwaukee et le soutien du Cbot. Il lui faut 41 jours pour aller à Québec en passant par Detroit et 36 de plus pour traverser l'Atlantique vers Liverpool.
En France, Alexandre Moreau de Jonnès prépare le décret du 1er juillet 1852, qui crée le 1er des outils statistiques agricoles en Europe, utilisé pendant 50 ans, révélant que le maïs est cantonné au sud-ouest et à la Bresse, le sarrasin au massif armoricain et aux rebords du massif central. En Russie, la guerre de Crimée accélère le déploiement du premier télégraphe électrique entre Saint-Pétersbourg, Varsovie et Koenigsberg, qui prend le relais des 148 postes du Télégraphe optique russe construit 1831, par un ancien employé de Chappe, Pierre-Jacques Chatau. Werner von Siemens s'était déplacé en Russie sans succès en février et mai 1852 et le contrat n'est signé qu'a l'été 1853 pour une réalisation achevée en décembre 1854. Le Tsar lui commande une ligne de 1 900 km vers Sébastopol, achevée dès 1855. En 1854, 40 des 130 employés de Siemens sont en Russie et en 1856 213 sur 332. Après la guerre de Crimée, Posrednik, quotidien sur la science, l'agriculture et la pêche, qui donne les cours des céréales obtient un accord" avec l'agence de presse allemande de Bernhard Wolff pour partager les coûts entre journaux, tout en étant approché par l'agence Reuters, fondée en 1851. Pour abaisser les coûts, Reuters signe dès 1856 un accord sur les matières premières avec les deux autres agences de presse européenne puis offrira au milieu de la décennie suivante un ensemble très complet de cotations locales pour les céréales (20), le coton (17), les produits tropicaux (15) ou les métaux (10),. Reuters fournit des nouvelles régulières des centres exportateurs, Gdańsk, Hambourg, Szczecin et Anvers, mais aussi Odessa pour le blé d'Ukraine. L'agence anglaise veut diffuser des télégrammes d'une centaine de villes. La collection de ses premières dépêches à partir de 1852 montre une prédominance importante du marché des céréales. The Times lui achète dès le 17 août 1852 son service sur les cargaisons orientales, fourni via le Lloyds Autrichien à Trieste.